# Pulmonaria officinalis
La polmonaria (Pulmonaria officinalis L., 1753) è una pianta della famiglia delle Boraginacee, diffusa in Europa.

## Etimologia
Il nome del genere deriva dal latino pulmo (polmone), mentre l'epiteto specifico officinalis fa riferimento all'impiego terapeutico della pianta nella medicina tradizionale. Il riferimento ai polmoni è presente anche nel nome comune della pianta in molte lingue, come l'inglese "lungwort", il tedesco "lungenkraut", il francese "herbe aux poumons".

## Descrizione
È una specie erbacea alta sino a 30 cm.
Le foglie, con lamina ovato-acuminata, a base cuoriforme, di colore verde scuro con evidenti chiazze biancastre confluenti, presentano setole sparse di lunghezza variabile e radi peli ghiandolari.
I fiori hanno un calice lungo -11 mm e una corolla purpura o violacea, larga 13–20 mm.

## Distribuzione e habitat
La specie ha un areale europeo che si estende dalla Francia all'Ucraina e dalla Scandinavia ai Balcani. In Italia questa specie è presente, con discontinuità, sui rilievi alpini, prealpini e appenninici delle regioni settentrionali a partire da 100 m fino a 1500 m d'altezza.

## Usi

### Usi alimentari
Le foglie, sia crude che cotte, sono utilizzate in ambito alimentare come componente di insalate. Vengono anche utilizzate nella produzione di amari e vermouth.

### Usi terapeutici
Secondo la dottrina delle segnature, l'aspetto chiazzato delle foglie di P. officinalis ricorda quello di un polmone malato, e pertanto ne era consigliato l'uso per il trattamento delle affezioni respiratorie. Per via della composizione chimica, caratterizzata dalla presenza di mucillagini e saponine, questa pianta in letteratura è considerata dotata di effetto emolliente, espettorante e in generale tossifuga.
Studi recenti hanno approfondito l'attività antiossidante e il potentiale ruolo di inibitore dell'acetilcolinesterasi e della tirosinasi di estratti di P. officinalis, determinandone il contenuto di principi attivi quali polifenoli, flavonoidi e proantocianidine.
Sono anche stati condotti studi per esplorare il potenziale impiego di estratti di P. officinalis nel trattamento della mucoviscidosi, in particolare delle infezioni da Staphylococcus aureus che caratterizzano il decorso clinico di questa patologia.